# Ясенець (гміна)
Гміна Ясенець (пол. Gmina Jasieniec) — сільська гміна у центральній Польщі. Належить до Груєцького повіту Мазовецького воєводства.
Станом на 31 грудня 2011 у гміні проживало 5424 особи.

## Площа
Згідно з даними за 2007 рік площа гміни становила 107.83 км², у тому числі:
- орні землі: 80.00 %
- ліси: 15.00 %

Таким чином, площа гміни становить 7.80 % площі повіту.

## Населення
Станом на 31 грудня 2011:
| Опис     | Загалом | Загалом | Чоловіки | Чоловіки | Жінки | Жінки |
| -------- | ------- | ------- | -------- | -------- | ----- | ----- |
| одиниця  | осіб    | %       | осіб     | %        | осіб  | %     |
| все      | 5424    | 100     | 2708     | 49.93    | 2716  | 50.07 |
| міське   | 0       | 100     | 0        |          | 0     |       |
| сільське | 5424    | 100     | 2708     | 49.93    | 2716  | 50.07 |

## Сусідні гміни
Гміна Ясенець межує з такими гмінами: Бельськ-Дужи, Варка, Ґощин, Ґруєць, Промна, Хинув.